# Argyractis caesoalis
Argyractis caesoalis là một loài bướm đêm trong họ Crambidae.